# John Fields (basquetebolista)
John Fields, nascido nos Estados Unidos da América a 30 de março de 1988, é um jogador profissional de basquetebol que joga atualmente pelo Sporting Clube de Portugal.

## Palmarés
- 1 Taça da Liga